# Rylsk
Rylsk (rusky Рыльск) je město v Kurské oblasti v Ruské federaci. Při sčítání lidu v roce 2010 měl přes patnáct tisíc obyvatel.

## Poloha a doprava
Rylsk leží na pravém břehu Sejmu, přítoku Desny v povodí Dněpru. Od Kursku, správního střediska oblasti, je vzdálen přibližně 125 kilometrů jihovýchodně.
Přes Rylsk prochází Evropská silnice E38 z ukrajinského Hluchivu do kazašského Šymkentu.

## Dějiny
Rylsk leží v oblasti historické Severie a první zmínka o něm je z roku 1152, kdy patřil do Severského knížectví, jehož hlavním městem byl Novhorod-Siverskyj. 
Jméno je zřejmě odvozeno od slovesa rýt, zároveň je podobné jménu blízkého potoka a označení prasečího rypáku, k čemuž odkazuje i znak z 19. století. Ruská pravoslavná církev město spojuje se svatým Ivanem Rilským, který je patronem města.
Od roku 1779 získal Rylsk moderní městská práva.
Za druhé světové války byl Rylsk obsazen 5. října 1941 německou armádou a dobyt zpět 31. srpna 1943 jednotkami Středního frontu Rudé armády.

## Rodáci
- Grigorij Ivanovič Šelechov (1747–1795), mořeplavec a obchodník
- Lev Lvovič Kameněv (1833–1834), malíř, krajinář
- Georgij Vjačeslavovič Kurďumov (1902–1966), fyzik